# توکوگاوا نارینوبو
توکوگاوا نارینوبو (به ژاپنی: 徳川 斉脩 とくがわ なりのぶ)، هشتمین ارباب قلمرو میتو در ولایت هیتاچی از خاندان میتو توکوگاوا بود. او پسر ارشد هفتمین ارباب، توکوگاوا هاروتوشی، از همسر غیر اصلی‌اش ایو 五百 بود. همسرش، مینه هیمه (峰姫（みねひめ، هفتمین دختر یازدهمین شوگون، توکوگاوا ایه‌ناری، مینه هیمه (خواهر ناتنی دوازدهمین شوگون، توکوگاوا ایه‌یوشی، و خواهر تنی پدر چهاردهمین شوگون، توکوگاوا ایه‌موچی، توکوگاوا ناریوکی) بود.